# Liste der britischen Militärstandorte in Deutschland

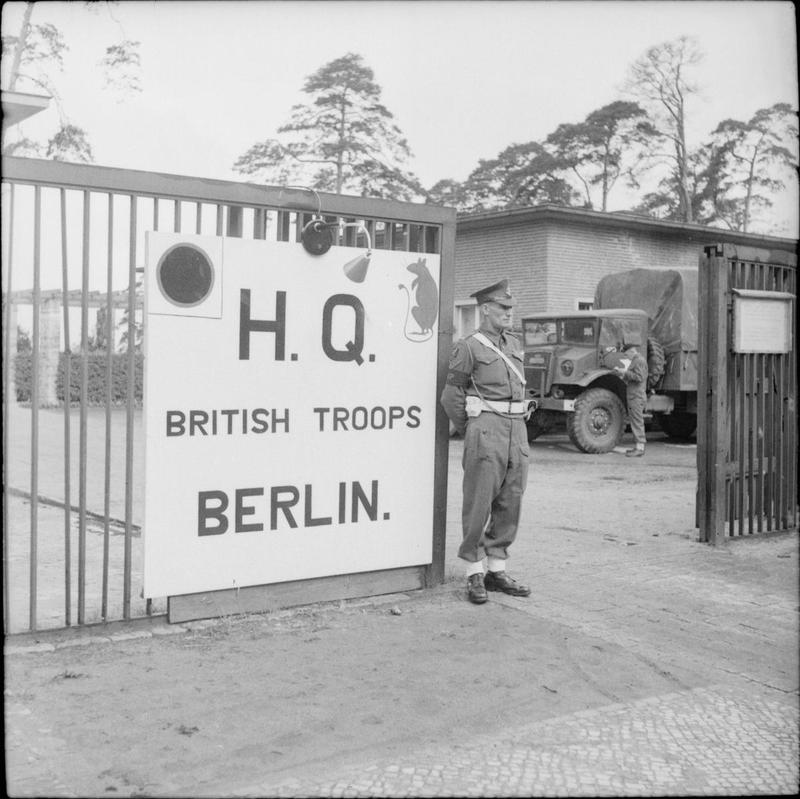
Das HQ der britischen Truppen in Berlin (mit dem Wappen von Montgomerys Desert Rats).

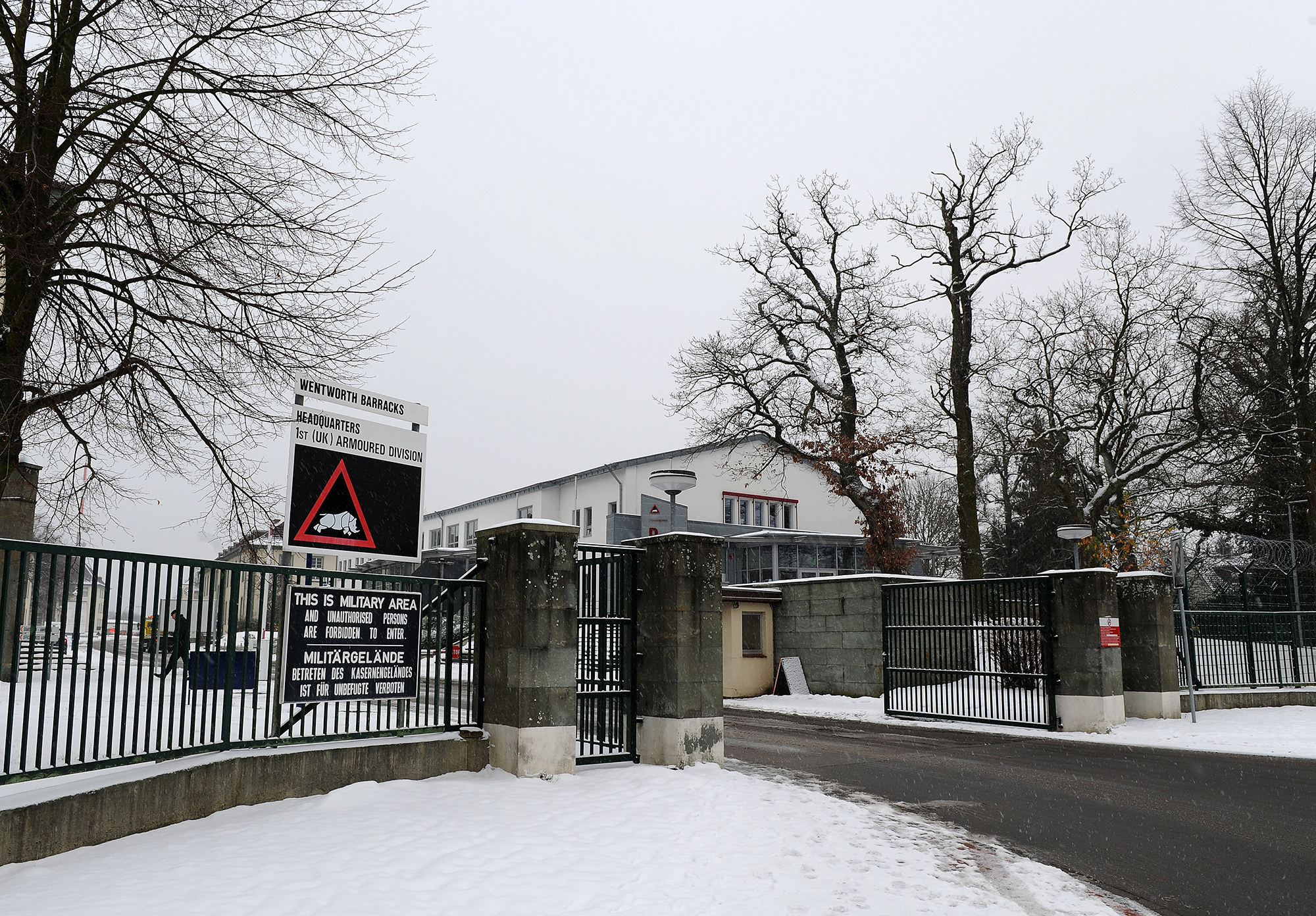
Haupttor der Wentworth-Kaserne in Herford, von 1994 bis 2015 Hauptquartier der 1. Britischen Panzerdivision, von der die britischen Einsatztruppen in Deutschland befehligt wurden.

Die Liste der britischen Militärstandorte in Deutschland listet alle militärischen Einrichtungen britischer Verbände in Deutschland auf, sowohl geschlossene als auch noch bestehende. Um die Originalität zu erhalten, folgen die Ortsnamen – so weit es vertretbar erschien – den bei den britischen Streitkräften üblichen Bezeichnungen (d. h. spätere Gemeindereformen werden nicht berücksichtigt).
Die Verbände unterstanden folgenden Oberkommandos:
- BAOR = British Army of the Rhine (Britische Landstreitkräfte in Deutschland), JHQ Rheindahlen.

Die britischen Landstreitkräfte unterhielten ihr Hauptquartier von 1945 bis 1958 in Lübbecke und Bad Oeynhausen, von 1954 bis 1993 in Rheindahlen. BFG (British Forces in Germany) war das Organisationselement von British Army, der Royal Air Force und der zivilen Unterstützungseinheiten in Deutschland. Das Herzstück des Komplexes in Rheindahlen ist das JHQ (Joint Headquarters) – „The Big House“ – das von drei HQs BFG, ARRC und MND (C) geteilt wurde. Am 1. Mai 1994 wurde die Rheinarmee aufgelöst und die verbliebenen Kräfte zu ARRC (Allied Rapid Reaction Corps) umgegliedert.
- RAFG = Royal Air Force Germany (Britische Luftstreitkräfte in Deutschland), JHQ Rheindahlen. Die britischen Luftstreitkräfte versahen bei Kriegsende zunächst Besatzungsaufgaben als BAFO (British Air Force of Occupation), die am 15. Juli 1945 aus der 2nd TAF (Second Tactical Air Force) aufgestellt worden waren. Das Hauptquartier lag zunächst in Bad Eilsen, 1948 in Bückeburg, ab Oktober 1954 in Rheindahlen. Im September 1951 wurde zwei TAF anstelle von BAFO wieder aktiviert und am 1. Januar 1959 zu HQ RAFG umgegliedert.

## Bayern
| Standort     | Liegenschaft                       | Vornutzer        | Truppenteile                 | Jahr der Auflösung | Nachnutzung | Bemerkungen                                      |
| ------------ | ---------------------------------- | ---------------- | ---------------------------- | ------------------ | ----------- | ------------------------------------------------ |
| Bad Kohlgrub | RAF Germany Winter Survival School |                  | RAFG                         | 1992               |             |                                                  |
| Degerndorf   | May Barracks (Karfreit-Kaserne)    | USAREUR bis 1954 | British Field Station (GCHQ) | 1958               |             | Nutzung der USAREUR-Liegenschaft für FmEloAufkl. |

## Berlin
| Standort              | Liegenschaft                | Vornutzer                               | Truppenteile                                             | Jahr der Auflösung | Nachnutzung                                             | Bemerkungen |
| --------------------- | --------------------------- | --------------------------------------- | -------------------------------------------------------- | ------------------ | ------------------------------------------------------- | --- |
| Berlin-Charlottenburg | Stadium Barracks            | Deutsches Sportforum                    | CCG-BE (Control Commission for Germany, British Element) | 1991               |                                                         | ACC-BE (Allied Control Commission, British Element)                                                                          |
| Berlin-Charlottenburg | Stadium Barracks            | Deutsches Sportforum                    | HQ British Troops Berlin (BAOR)                          | 1994               |                                                         | |
| Berlin-Charlottenburg | Summit House                | Amerikahaus (Berlin-Westend)            | NAAFI                                                    | 1991               | Land Berlin                                             | NAAFI Club, Theodor-Heuss-Platz                                                                                              |
| Berlin-Charlottenburg | British Military Hospital   |                                         | BAOR                                                     | 1994               | Paulinen-Krankenhaus                                    | Heerstraße |
| Berlin-Gatow          | RAF Gatow                   | Luftkriegsschule (Wehrmacht)            | British Field Station (GCHQ), RAFG                       | 1994               | General Steinhoff Kaserne, Luftwaffenmuseum (Luftwaffe) | Flugplatz der Berliner Luftbrücke 1948/1949, Wappenspruch "Pons Heri Pons Hodie" (Brücke gestern, Brücke heute), FmEloAufkl. |
| Berlin-Gatow          | Villa Lemm                  | Residenz des Bezirksbürgermeisters      | BAOR                                                     | 1990               | Land Berlin (seit 1995 Privatbesitz)                    | Residenz des Stadtkommandanten                                                                                               |
| Berlin-Schmargendorf  | Mackenzie King Barracks     | Reichssicherheitshauptamt               | BAOR                                                     | 1951               | Außenstelle des Krankenhauses Wilmersdorf               | Berkaer Straße |
| Berlin-Kladow         | Montgomery Barracks         |                                         | BAOR                                                     | 1992               | Blücher-Kaserne (Bundeswehr)                            | Sakrower Straße |
| Berlin-Schöneberg     | Kammergericht am Kleistpark | Berliner Kammergericht                  | Allied Control Council (Alliierter Kontrollrat)          | 1948/1991          |                                                         | Liegenschaft im Amerikanischen Sektor                                                                                        |
| Berlin-Spandau        | Alexander Barracks          | Beseler-Kaserne                         | BAOR                                                     | 1994               |                                                         | Hohenzollernring |
| Berlin-Spandau        | Brooke Barracks             | Von-Seeckt-Kaserne (Wehrmacht)          | BAOR                                                     | 1993               |                                                         | Wilhelmstraße |
| Berlin-Spandau        | Smuts Barracks              | Berendt-Kaserne (Wehrmacht)             | BAOR, 248 German Security Unit                           | 1994               |                                                         | Wilhelmstraße |
| Berlin-Spandau        | Wavell Barracks             | Schmidt-Knobelsdorf-Kaserne (Wehrmacht) | BAOR                                                     | 1994               |                                                         | Schmidt-Knobelsdorf-Straße                                                                                                   |
| Berlin-Wilmersdorf    | Lancaster House             | Oberkommando des Heeres                 | BAOR                                                     | 1993               | Rathaus Wilmersdorf                                     | Fehrbelliner Platz |

## Brandenburg
| Standort | Liegenschaft                        | Vornutzer | Truppenteile                       | Jahr der Auflösung | Nachnutzung                        | Bemerkungen                                |
| -------- | ----------------------------------- | --------- | ---------------------------------- | ------------------ | ---------------------------------- | ------------------------------------------ |
| Potsdam  | Wildpark West, ab 1958 Seestraße 34 |           | BRIXMIS (British Exchange Mission) | 1992               | Villa Wunderkind von Wolfgang Joop | Militärmission BAOR, akkreditiert bei GSTD |

## Hamburg
| RAF Hamburg |

| Adams Barracks |

| Arborfield Barracks |

| Cromarty Barracks |

| Hyde Park |

| Hastings Barracks |

| St. Andrew’s Barracks |

| Standard House |

| BFN |

| Jellicoe Barracks (Royal Navy) |

| Uxbridge Barracks (RAF) |

| RAF Finkenwerder |

| Reading Barracks |

| Phillips Barracks |

| British Military Hospital |

| Standort             | Liegenschaft                          | Vornutzer                                 | Truppenteile    | Jahr der Auflösung | Nachnutzung                                                                                | Bemerkungen                                               |
| -------------------- | ------------------------------------- | ----------------------------------------- | --------------- | ------------------ | ------------------------------------------------------------------------------------------ | --------------------------------------------------------- |
| Hamburg              | Standard House                        | Streits Hotel am Jungfernstieg            | BAOR            | 1953               | Streits Hotel                                                                              |                                                           |
| Hamburg              | Musikhalle                            | Laeiszhalle                               | BFN             | 1954               | Laeiszhalle                                                                                | 1954 Verlegung nach Köln-Marienburg.                      |
| Hamburg-Alsterdorf   | Jellicoe Barracks                     | Hindenburg-Kaserne (Wehrmacht)            | Royal Navy      | 1953               |                                                                                            |                                                           |
| Hamburg-Blankenese   | Uxbridge Barracks                     | Luftwaffe (Wehrmacht), Luftgaukommando XI | HQ 85 Group RAF | 1953               | Clausewitz-Kaserne, Führungsakademie der Bundeswehr                                        |                                                           |
| Hamburg-Finkenwerder | Pirbright Barracks (RAF Finkenwerder) | Marine-Kaserne Finkenwerder               | RAFG            | 1958               |                                                                                            |                                                           |
| Hamburg-Finkenwerder | Beatty Barracks                       | Zieten-Kaserne (Wehrmacht)                | Royal Navy      | 1953               |                                                                                            |                                                           |
| Hamburg-Fischbek     | Hyde Park                             | Panzerkaserne Fischbek (Wehrmacht)        | BAOR            | 1953               | Röttiger-Kaserne (Bundeswehr)                                                              |                                                           |
| Hamburg-Fuhlsbüttel  | RAF Fuhlsbüttel                       | Flughafen Hamburg                         | RAFG            | 1948               | Hamburg Airport (BEA), Flughafen Hamburg                                                   | Fuhlsbüttel. Flugplatz der Berliner Luftbrücke 1948/1949. |
| Hamburg-Harburg      | Hastings Barracks                     | Wehrmacht                                 | BAOR            | 1953               | Scharnhorst-Kaserne (Bundeswehr)                                                           |                                                           |
| Hamburg-Iserbrook    | Reading Barracks                      | Flak-Kaserne Iserbrook (Wehrmacht)        | BAOR            | 1953               | Reichspräsident-Ebert-Kaserne (Bundeswehr)                                                 |                                                           |
| Hamburg-Osdorf       | Phillips Barracks                     | Flak-Kaserne Osdorf (Wehrmacht)           | BAOR            | 1953               | General-Schwarzkopff-Kaserne, 1994 Generalleutnant-Graf-von-Baudissin-Kaserne (Bundeswehr) |                                                           |
| Hamburg-Rahlstedt    | Adams Barracks                        | Boehn-Kaserne (Wehrmacht)                 | BAOR            | 1953               | 1955 Bundeswehr bis 1993, dann Wohngebiet                                                  |                                                           |
| Hamburg-Rahlstedt    | Arborfield Barracks                   | Graf-Goltz-Kaserne (Wehrmacht)            | BAOR            | 1953               | 1955 Bundeswehr bis 1993, dann Wohngebiet Boltwiesen und Bundeszollverwaltung              |                                                           |
| Hamburg-Wandsbek     | Cromarty Barracks                     | Douaumont-Kaserne (Wehrmacht)             | BAOR            | 1953               | Helmut-Schmidt-Universität/Universität der Bundeswehr Hamburg                              |                                                           |
| Hamburg-Wandsbek     | St Andrew’s Barracks                  | Lettow-Vorbeck-Kaserne (Wehrmacht)        | BAOR            | 1953               | Bundeswehr bis 1999, dann Wohngebiet Jenfelder Au                                          |                                                           |
| Hamburg-Wandsbek     | St Patrick’s Barracks                 | Estorff-Kaserne (Wehrmacht)               | BAOR            | 1953               | Bundeswehr bis 1999, dann Wohngebiet Jenfelder Au                                          |                                                           |
| Hamburg-Wandsbek     | Mytchett Barracks                     | Polizei-Kaserne                           | BAOR            | 1953               |                                                                                            |                                                           |
| Hamburg-Wandsbek     | British Military Hospital             |                                           | BAOR            | 1956               | Bundeswehrkrankenhaus Hamburg                                                              | 1950 Verlegung aus Rissen nach Wandsbek-Gartenstadt.      |

## Niedersachsen
| Standort               | Liegenschaft                           | Vornutzer                                                                                      | Truppenteile                                 | Jahr der Auflösung | Nachnutzung                                                                            | Bemerkungen                                                                                             |
| ---------------------- | -------------------------------------- | ---------------------------------------------------------------------------------------------- | -------------------------------------------- | ------------------ | -------------------------------------------------------------------------------------- | --- |
| Ahlhorn                | RAF Ahlhorn                            | Fliegerhorst Ahlhorn der Luftwaffe (Wehrmacht)                                                 | RAFG                                         | 1958               | LTG 62 Großenkneten (Luftwaffe)                                                        | |
| Bad Eilsen             | Kurbad                                 | Einrichtung im Besitz des Fürsten von Schaumburg-Lippe                                         | HQ BAFO 1945-1948, HQ 2 TAF (1945-1948)      | 1955               | Landesversicherungsanstalt Hannover                                                    | |
| Bad Zwischenahn        | RAF Rostrup (Hospital)                 |                                                                                                | RAFG                                         | 1961               |                                                                                        | |
| Bergen-Hohne           | Caen Barracks                          |                                                                                                | HQ Brigade (BAOR)                            | 2015               |                                                                                        | Truppenübungsplatz                                                                                      |
| Bergen-Hohne           | Caen Barracks                          |                                                                                                | BFBS                                         | 2015               |                                                                                        | 2009 Verlegung aus Herford                                                                              |
| Bergen-Hohne           | Campbell Barracks                      |                                                                                                | Panzer (BAOR)                                | 2015               |                                                                                        | |
| Bergen-Hohne           | Glyn Hughes Hospital                   |                                                                                                | BAOR                                         | 2015               |                                                                                        | |
| Bergen-Hohne           | Haig Barracks                          | Hohner Kaserne (Wehrmacht)                                                                     | BAOR                                         | 2015               |                                                                                        | |
| Braunschweig           | Charles Barracks                       | Heinrich-der-Löwe- oder Hindenburg-Kaserne (Wehrmacht)                                         | BAOR                                         | 1957               |                                                                                        | |
| Braunschweig           | Cumberland Barracks                    |                                                                                                | BAOR                                         | 1956               |                                                                                        | |
| Braunschweig           | Wellesley Barracks                     | Luftnachrichten-Kaserne (Luftwaffe)                                                            | BAOR                                         | 1956               |                                                                                        | |
| Braunschweig           | Wiltshire Barracks                     | Leutnant-Müller-Kaserne (Wehrmacht)                                                            | BAOR                                         | 1956               |                                                                                        | |
| Braunschweig           | Yorkshire Barracks                     | Luftgaukommando                                                                                | BAOR                                         | 1955               |                                                                                        | |
| Braunschweig           | RAF Waggum                             | Fliegerhorst Waggum der Luftwaffe (Wehrmacht), Luftkreis VII, Flugzeugführerschule 52          | SOC/CRC Waggum (RAFG) 1953                   | 1957               | Flughafen Braunschweig-Wolfsburg                                                       | |
| Brockzetel             | SOC                                    |                                                                                                | RAFG                                         | 1960               | FmRgt 34 (Luftwaffe)                                                                   | 1955/1956 für RAF erbaut, call sign ROUNDUP und FLYFISH.                                                |
| Buxtehude              | Spey Barracks                          | Estetal-Kaserne (Kriegsmarine)                                                                 | BAOR                                         | 1957               |                                                                                        | |
| Bückeburg              | RAF Bückeburg                          | Fliegerhorst Bückeburg                                                                         | HQ BAFO 1948-1954, RAFG                      | 1958               | Heeresflieger-Waffenschule (Bundeswehr)                                                | |
| Celle                  | Goodwood Barracks                      | Artillerie-Kaserne (Wehrmacht)                                                                 | BAOR                                         | 1985               | Cambridge-Dragoner-Kaserne (Bundeswehr) bis 1996, danach Gemeinnützige CD-Liegenschaft | Sammelstelle für Beutekunst 1945                                                                        |
| Celle                  | Ironside Barracks                      | Freiherr-von-Fritsch-Kaserne (Wehrmacht)                                                       | BAOR                                         | 1985               |                                                                                        | |
| Celle                  | Taunton Barracks                       | Heide- oder Infanterie-Kaserne (Wehrmacht)                                                     | Infanterie (BAOR)                            | 1992               | Neues Rathaus (Celle)                                                                  | |
| Celle                  | RAF Celle                              | Fliegerhorst Hustedt der Luftwaffe (Wehrmacht), Flugzeugführerschule 52                        | RAFG                                         | 1957               | Bundeswehr                                                                             | Flugplatz der Berliner Luftbrücke 1948/1949.                                                            |
| Celle                  | Trenchard Barracks                     | Von-Seeckt-Heeresgasschutzschule (Wehrmacht)                                                   | BAOR, MCTG                                   | 2012               |                                                                                        | |
| Cuxhaven               | Darlington Barracks                    | Marine-Offiziersheim                                                                           | Royal Navy Base Cuxhaven                     | 1954               |                                                                                        | |
| Cuxhaven               | Dundee Barracks                        | Grimmershörn-Kaserne (Wehrmacht)                                                               | Royal Navy Base Cuxhaven                     | 1954               |                                                                                        | |
| Cuxhaven               | HMS Royal Albert                       | Kriegsmarinebasis Cuxhaven                                                                     | Royal Navy Base Cuxhaven                     | 1954               |                                                                                        | |
| Cuxhaven               | German Minesweeping Administration     | Kriegsmarinebasis Cuxhaven                                                                     | Royal Navy Base Cuxhaven                     | 1954               |                                                                                        | Verantwortlich für Minenräumung in der Nordsee                                                          |
| Dannenberg             | Torii-Tower                            | US ASA                                                                                         | 13. Signal-Reg. H Troop                      | 1991               | gewerblich-private Nutzung                                                             | FmEloAufkl                                                                                              |
| Delmenhorst            | St Barbara Barracks                    | Barbara-Kaserne (Wehrmacht)                                                                    | BAOR                                         | 1963               |                                                                                        | |
| Delmenhorst            | Vancouver Barracks                     | Caspari-Kaserne (Wehrmacht)                                                                    | BAOR                                         | 1958               |                                                                                        | |
| Fallingbostel          | Lumsden Barracks                       |                                                                                                | Panzer (BAOR)                                | 2015               |                                                                                        | |
| Fallingbostel          | St Barbara Barracks                    | St. Barbara-Kaserne (Wehrmacht)                                                                | BAOR                                         | 1992               |                                                                                        | |
| Fallingbostel          | Wessex Barracks                        |                                                                                                | Infanterie (BAOR)                            | 2015               |                                                                                        | |
| Faßberg                | RAF Fassberg                           | Fliegerhorst Faßberg                                                                           | RAFG                                         | 1956               | OSLw, 1957 TSLw 3 (Luftwaffe)                                                          | Flugplatz der Berliner Luftbrücke 1948/1949.                                                            |
| Goslar                 | Manchester Barracks                    | Fliegerhorst Goslar der Luftwaffe (Wehrmacht), AG 122, Flugzeugführerschule 52                 | BAOR                                         | 1956               | Luftwaffe                                                                              | 1947-1948 Garnison der norwegischen Tysklandbrigade                                                     |
| Göttingen              | Border Barracks                        | Zieten-Kaserne (Wehrmacht)                                                                     | 1st Border Regiment (BAOR)                   | 1954               | Bundeswehr, später Wohn- und Gewerbegebiet Zieten-Terrassen                            | |
| Hambühren              | RAF Hambühren                          |                                                                                                | British Field Station (GCHQ)                 | 1960               | Luftwaffe                                                                              | FmEloAufkl                                                                                              |
| Hameln                 | Bindon Barracks                        | Scharnhorst-Kaserne (Wehrmacht)                                                                | Pioniere (BAOR)                              | 2002               | Wohn- und Gewerbegebiet                                                                | |
| Hameln                 | Gordon Barracks                        | Linsingen-Kaserne (Wehrmacht)                                                                  | Pioniere (BAOR)                              | 2014               | Familien-Erstaufnahmeeinrichtung (Sep 2015 – Dez 2016)                                 | |
| Hannover               | Chatham Barracks                       | Emmich-Cambrai-Kriegsschule (Wehrmacht)                                                        | BAOR                                         | 1959               | Bundeswehr                                                                             | 1951-1955 Garnison der kanadischen NATO-Brigade                                                         |
| Hannover               | Edinburgh Barracks                     | Scharnhorst-Kaserne (Wehrmacht)                                                                | BAOR                                         | 1956               | Bundeswehr                                                                             | |
| Hannover               | London Barracks                        | Prinz-Albrecht-Kaserne (Wehrmacht)                                                             | BAOR                                         | 1956               | Bundeswehr                                                                             | |
| Hannover               | Fladgate Barracks                      | Brabeckstraße 86                                                                               | BAOR                                         | 1958               |                                                                                        | |
| Hannover               | Selby Barracks                         | Fahrtruppenschule (Wehrmacht)                                                                  | BAOR                                         | 1958               |                                                                                        | |
| Hannover               | Stirling House                         | Generalkommando (Wehrmacht)                                                                    | BAOR                                         | 1958               | Kurt-Schumacher-Kaserne (Bundeswehr)                                                   | |
| Hannover               | Swindon Barracks                       | Schack-Kaserne (Wehrmacht)                                                                     | BAOR                                         | 1958               |                                                                                        | |
| Hannover               | Stonehenge Barracks                    | Fliegerhorst Langenhagen oder Boelcke-Kaserne der Luftwaffe (Wehrmacht), KG 27 "Boelcke"       | BAOR                                         | 1993               |                                                                                        | |
| Hannover               | Wavell Barracks                        | General-Wever-Kaserne (Luftwaffe)                                                              | BAOR                                         | 1956               |                                                                                        | |
| Hannover               | British Military Hospital              |                                                                                                | BAOR                                         | 1992               |                                                                                        | |
| Hannover               | Stöcken Barracks                       |                                                                                                | BAOR                                         | 1959               | Bundeswehr                                                                             | |
| Hannover               | Vinnhorst Barracks                     |                                                                                                | BAOR                                         |                    |                                                                                        | |
| Harderode              | Forward Storage Site                   |                                                                                                | BAOR                                         | 1993               |                                                                                        | |
| Hildesheim             | Clive Barracks                         | Ledebur-Kaserne (Wehrmacht)                                                                    | BAOR                                         | 1956               | Bundeswehr, später Klinikum Hildesheim                                                 | |
| Hildesheim             | Essex Barracks                         | Mackensen-Kaserne (Wehrmacht)                                                                  | BAOR                                         | 1956               | Bundeswehr                                                                             | |
| Hildesheim             | Tofrek Barracks                        | Fliegerhorst Hildesheim                                                                        | HQ Artilleriebrigade (BAOR)                  | 1993               |                                                                                        | |
| Hoyershausen           | Forward Storage Site                   |                                                                                                | BAOR                                         | 1993               |                                                                                        | |
| Hülsede                | Forward Storage Site                   |                                                                                                | BAOR                                         | 1993               |                                                                                        | |
| Jever                  | Cardigan Barracks                      | Dänemark                                                                                       | RAFG ab 1951                                 | 1962               | Luftwaffe                                                                              | 1947-1949 Garnison der dänischen Tysklandbrigade                                                        |
| Jever                  | RAF Jever                              | Fliegerhorst Jever der Luftwaffe (Wehrmacht), JG Nord, KG 25, Jagdfliegerführer Deutsche Bucht | RAFG ab 1952                                 | 1962               | Waffenschule 10 (Luftwaffe)                                                            | 1947-1949 Garnison der dänischen Tysklandbrigade.                                                       |
| Langeleben             | Anderson Barracks                      |                                                                                                | Field Station Langeleben (GCHQ)              | 1992               |                                                                                        | FmEloAufkl                                                                                              |
| Langendamm             | Auchinleck Barracks                    |                                                                                                | BAOR                                         | 1993               |                                                                                        | |
| Liebenau               | Pinewood Camp                          | Lager Liebenau (Wehrmacht)                                                                     | BAOR                                         | 1996               |                                                                                        | |
| Lüneburg               | Alma Barracks                          | Fliegerhorst Lüneburg der Luftwaffe (Wehrmacht), KG 26, KG 100                                 | BAOR                                         | 1958               | Theodor-Körner-Kaserne (Bundeswehr)                                                    | |
| Lüneburg               | Bristol Barracks                       | Schlieffen- oder Artillerie-Kaserne (Wehrmacht)                                                | BAOR                                         | 1958               |                                                                                        | |
| Lüneburg               | Worcester Barracks                     | Infanterie-Kaserne (Wehrmacht)                                                                 | BAOR                                         | 1958               |                                                                                        | |
| Lüneburg               | Wyvern Barracks                        | Kavallerie-Kaserne (Wehrmacht)                                                                 | BAOR                                         | 1958               | Scharnhorst-Kaserne (Bundeswehr)                                                       | |
| Lüneburg               | CRC Lüneburg                           |                                                                                                | RAFG 1953                                    | 1957               |                                                                                        | |
| Moorhausen             | CRC Moorhausen                         |                                                                                                | RAFG 1953                                    | 1957               |                                                                                        | |
| Munster (Munsterlager) | Dennis Barracks                        | Heeresversuchsstelle Raubkammer (Wehrmacht)                                                    | BAOR                                         | 1994               |                                                                                        | Truppenübungsplatz                                                                                      |
| Munster (Munsterlager) | Yeovil Barracks                        | Knochenhauer-Kaserne (Wehrmacht)                                                               | BAOR                                         | 1954               |                                                                                        | |
| Munster (Munsterlager) | Alanbrooke Barracks                    | Infanterie-Kaserne (Wehrmacht)                                                                 | BAOR                                         | 1958               |                                                                                        | |
| Nienburg/Weser         | Assaye Barracks                        | Mudra-Kaserne (Wehrmacht)                                                                      | HQ XXX (BR) Corps 1945-1947, Pioniere (BAOR) | 1996               |                                                                                        | KG war zugleich Militärbefehlshaber für die Provinz Hannover und die Länder Braunschweig und Oldenburg. |
| Nordhorn               | Nordhorn Air To Ground Weapon Range    | Reichswehr und Wehrmacht                                                                       | RAFG                                         | 2001               | Bundeswehr: Luft-/Bodenschießplatz Nordhorn                                            | Kommando Territoriale Aufgaben der Bundeswehr unterstellt                                               |
| Obernkirchen           | Harden Barracks                        |                                                                                                | BAOR                                         | 1960               |                                                                                        | |
| Obernkirchen           | RAF Obernkirchen                       |                                                                                                | British Field Station (GCHQ)                 | 1991               |                                                                                        | FmEloAufkl, Mitnutzung der Liegenschaft durch USAFE.                                                    |
| Oldenburg              | Crerar Barracks                        | Donnerschwee-Kaserne (Wehrmacht)                                                               | BAOR                                         | 1958               | Henning-von-Tresckow-Kaserne (Bundeswehr), heute Wohngebiet                            | |
| Oldenburg              | Gale Barracks                          |                                                                                                | BAOR                                         | 1958               |                                                                                        | |
| Oldenburg              | Gallipoli Barracks (Dragoona Barracks) | Dragoner-Kaserne (Wehrmacht)                                                                   | BAOR                                         | 1947               |                                                                                        | |
| Oldenburg              | RAF Oldenburg                          | Fliegerhorst Oldenburg der Luftwaffe (Wehrmacht), KG 40                                        | RAFG seit 1952                               | 1957               | LeKG 43, JaboG 43 (Luftwaffe), später Solarpark                                        | |
| Oldenburg              | British Military Hospital              |                                                                                                | BAOR                                         | 1950               |                                                                                        | |
| Osnabrück              | Imphal/Mercer Barracks                 | Munitionsfabrik Teuto-Metallwerke GmbH                                                         | BAOR                                         | 2009               | Mischnutzung                                                                           | |
| Osnabrück              | Scarborough Barracks                   | Caprivi-Kaserne (Wehrmacht)                                                                    | Infanterie (BAOR)                            | 1987               | Campus der Hochschule Osnabrück                                                        | |
| Osnabrück              | Belfast Barracks                       | Scharnhorst-Kaserne (Wehrmacht)                                                                | BAOR                                         | 2008               | Wissenschafts- und Wohnpark Osnabrück (WPO)                                            | |
| Osnabrück              | Prestatyn Barracks                     | Metzer Kaserne (Wehrmacht)                                                                     | Artillerie (BAOR)                            | 2008               | Wohnbebauung                                                                           | |
| Osnabrück              | Woolwich Barracks                      | Von-Stein-Kaserne (Wehrmacht)                                                                  | BAOR                                         | 2009               | Campus von Universität Osnabrück und Hochschule Osnabrück                              | |
| Osnabrück              | Quebec Barracks                        | Lager Eversburg (Wehrmacht), Oflag VI C, DP-Lager                                              | BAOR                                         | 2008               | Wohngebiet Landwehrviertel                                                             | |
| Osnabrück              | Roberts Barracks                       | Winkelhausen-Kaserne (Wehrmacht)                                                               | HQ Brigade (BAOR)                            | 2008               | Gewerbepark, Güterverkehrszentrum                                                      | |
| Osnabrück              | Talavera House                         |                                                                                                | Residenz des Garnisonskommandeurs (BAOR)     | 2008               | Villa in Privateigentum                                                                | Adresse: Lürmannstr. 51                                                                                 |
| Rinteln                | Forward Storage Site                   |                                                                                                | BAOR                                         | 1993               |                                                                                        | im Ortsteil Goldbeck                                                                                    |
| Rinteln                | RAF Rinteln (Hospital)                 |                                                                                                | RAFG                                         | 1993               |                                                                                        | |
| Rotenburg (Wümme)      | Freyberg Barracks                      | Fliegerhorst Kaserne (Luftwaffe)                                                               | BAOR                                         | 1958               |                                                                                        | |
| Scharfoldendorf        | RAF Scharfoldendorf                    |                                                                                                | British Field Station (GCHQ)                 | 1991               |                                                                                        | FmEloAufkl.                                                                                             |
| Soltau                 | Bournemoth Barracks                    | Reit- und Fahrschule (Wehrmacht)                                                               | HQ Brigade (BAOR)                            | 1993               |                                                                                        | |
| Steyerberg             | Helena-Lager                           | Rüstungsunternehmens EIBIA                                                                     | BAOR (MSO, RCT, REME)                        | 1978               | Lebensgarten Steyerberg (Seit 1985)                                                    | |
| Verden (Aller)         | Caithness Barracks                     | Aller- oder Lindhooper Kaserne (Wehrmacht)                                                     | BAOR                                         | 1993               |                                                                                        | |
| Verden (Aller)         | Cavalry Barracks                       | Holzmarkt-Kaserne (Wehrmacht)                                                                  | BAOR                                         | 1993               |                                                                                        | |
| Verden (Aller)         | Dettingen Barracks                     | Dettingen-Kaserne (Wehrmacht)                                                                  | BAOR                                         | 1993               |                                                                                        | |
| Verden (Aller)         | Gibraltar Barracks                     | Gibraltar-Kaserne (Wehrmacht)                                                                  | BAOR                                         | 2008               |                                                                                        | |
| Verden (Aller)         | Nampcel Barracks                       | Nampcel-Kaserne (Wehrmacht)                                                                    | BAOR                                         | 1993               |                                                                                        | |
| Verden (Aller)         | Shiel Barracks                         | Brunnenweg- oder Nebelwerfer-Kaserne (Wehrmacht)                                               | HQ Division (BAOR)                           | 1993               |                                                                                        | |
| Wesendorf              | Combermere Barracks                    | Flugplatz Wesendorf (Luftwaffe)                                                                | British Field Station (GCHQ)                 | 1993               |                                                                                        | FmEloAufkl                                                                                              |
| Wolfenbüttel           | Doncaster Barracks                     |                                                                                                | BAOR                                         | 1960               | Bundeswehr                                                                             | |
| Wolfenbüttel           | Northampton Barracks                   | Salzdahlumer Flak-Kaserne                                                                      | BAOR                                         | 1992               |                                                                                        | |
| Wunstorf               | RAF Wunstorf                           | Fliegerhorst Wunstorf der Luftwaffe (Wehrmacht), KG 27 „Boelcke“                               | RAFG                                         | 1958               | LTG 62 (Luftwaffe)                                                                     | Flugplatz der Berliner Luftbrücke 1948/1949.                                                            |

## Nordrhein-Westfalen
| Standort                      | Liegenschaft                                                                        | Vornutzer                                                                                          | Truppenteile                                                    | Zeit der Auflösung          | Nachnutzung | Bemerkungen |
| ----------------------------- | ----------------------------------------------------------------------------------- | -------------------------------------------------------------------------------------------------- | --------------------------------------------------------------- | --------------------------- | --- | --- |
| Alfen                         | Forward Storage Site                                                                | | BAOR                                                            | 1993                        | | |
| Bad Oeynhausen                | Kerr Camp                                                                           | | HQ Twenty-first Army Group, HQ BAOR 1946-1954                   | 1958                        | | Der kommandierende General war zugleich Militärbefehlshaber der Britischen Zone.                                         |
| Barntrup                      | Forward Storage Site                                                                | | BAOR                                                            | 1993                        | | |
| Bielefeld                     | Catterick Barracks                                                                  | Lauter- oder Wangenheim-Kaserne (Wehrmacht)                                                        | HQ I (BR) Corps, BAOR                                           | 2020                        | 7 Transport Regiment Royal Logistic Corp bis 2015 | HQ BFG |
| Bielefeld                     | Harrogate Barracks                                                                  | | BAOR                                                            | 1994                        | | |
| Bielefeld                     | Mossbank Barracks                                                                   | Langemarck-Kaserne (Wehrmacht)                                                                     | BAOR                                                            | 1993                        | | |
| Bielefeld                     | Redcar Barracks                                                                     | Verpflegungsamt (Wehrmacht)                                                                        | BAOR                                                            | 1993                        | | |
| Bielefeld                     | Reeth Barracks                                                                      | | BAOR                                                            | 1994                        | | |
| Bielefeld                     | Richmond Barracks                                                                   | Brixton Barracks                                                                                   | BAOR                                                            | 1992                        | | |
| Bielefeld                     | Ripon Barracks                                                                      | Bülow-Kaserne (Wehrmacht)                                                                          | BAOR                                                            | 1994                        | | |
| Bielefeld                     | Rochdale Barracks                                                                   | Langemarck-Kaserne (Wehrmacht)                                                                     | BAOR                                                            | 2019                        | | HQ BFG |
| Bochum                        | Larkhill Barracks                                                                   | Flak-Kaserne (Wehrmacht)                                                                           | BAOR                                                            | 1956                        | | |
| Borgentreich                  | CRP Auenhausen                                                                      | | RAFG                                                            | 1960                        | FmRgt 33 (Luftwaffe) | call sign BACKWASH |
| Borgentreich                  | CRC Borgentreich                                                                    | | RAFG 1953                                                       | 1957                        | | |
| Brüggen                       | RAF Brüggen                                                                         | | Jagdbomber (RAFG)                                               | 2002                        | Javelin Barracks (BAOR) | 1953 als eines der 5 "clutch" airfields erbaut.                                                                          |
| Brüggen                       | Munitionsdepot Brüggen-Bracht                                                       | | BAOR (in einem kleinen Teilbereich RAFG)                        | 1997                        | | 3 BAD Bracht war das größte Munitionsdepot der britischen Armee in West-Europa                                           |
| Brüggen                       | Javelin Barracks                                                                    | | BAOR seit 2002                                                  | 2015                        | | Elmpt Station |
| Bünde (Rödinghausen)          | Birdwood Barracks                                                                   | | HQ Division (BAOR)                                              | 1991/1993                   | Gewerbe- und Industriegebiet | zu Bünde vgl. auch SOXMIS                                                                                                |
| Detmold                       | Elles Barracks                                                                      | Emilien-Kaserne (Wehrmacht)                                                                        | Panzer (BAOR)                                                   | 1992                        | Fachhochschule Lippe, Abt. Detmold | |
| Detmold                       | Hobart Barracks                                                                     | | HQ Brigade (BAOR)                                               | 1995                        | | |
| Detmold                       | Lothian Barracks                                                                    | Bülow-Kaserne (Wehrmacht)                                                                          | BAOR                                                            | 1992                        | | |
| Detmold                       | RAF Detmold                                                                         | Fliegerhorst Detmold                                                                               | RAFG                                                            | 1949                        | | |
| Dortmund                      | Moore Barracks                                                                      | | BAOR                                                            | 1993                        | | |
| Dortmund                      | Napier Barracks                                                                     | Fliegerhorst Dortmund-Brackel der Luftwaffe (Wehrmacht) (Richthofen-Kaserne), ZG 26 "Horst Wessel" | BAOR                                                            | 1995                        | Naturschutzgebiet Buschei, Golfplatz, Trainingsgelände von Borussia Dortmund                                                                              | |
| Dortmund                      | Redesdale Barracks                                                                  | | BAOR                                                            | 1993                        | | |
| Dortmund                      | Suffolk Barracks                                                                    | | BAOR                                                            | 1995                        | | |
| Dortmund                      | Ubique Barracks                                                                     | | HQ Artilleriebrigade (BAOR)                                     | 1993                        | | |
| Dortmund                      | West Riding Barracks                                                                | Flak-Kaserne (Wehrmacht)                                                                           | BAOR                                                            | 1993                        | | |
| Dülmen                        | Tower Barracks                                                                      | St. Barbara-Kaserne (Wehrmacht)                                                                    | BAOR                                                            | 2014                        | | 2014 Übergabe an US-Streitkräfte                                                                                         |
| Düsseldorf                    | Caernarvon Barracks                                                                 | Flughafenkaserne der Luftwaffe (Wehrmacht), JG 26 "Schlageter"                                     | Rear Combat Zone, Rhine Area Command (BAOR)                     | 1994                        | | |
| Düsseldorf                    | Dalton Barracks                                                                     | | HQ Division (BAOR)                                              | 1994                        | | |
| Düsseldorf                    | Rhine Centre                                                                        | | BAOR                                                            | 1994                        | | |
| Düsseldorf-Hubbelrath         | Gort Barracks                                                                       | Bergische Kaserne (Wehrmacht)                                                                      | BAOR                                                            | 1964                        | Bundeswehr bis 2017, zuletzt Ausbildungsmusikkorps Hilden und Sanitätsversorgungszentrum, anschl. vorübergehend Flüchtlingsunterkünfte in Leichtbauhallen | |
| Düsseldorf-Hubbelrath         | Llanelly Barracks                                                                   | | BAOR                                                            | 1967                        | | |
| Duisburg                      | Glamorgan Barracks                                                                  | | BAOR                                                            | 1993                        | | |
| Erwitte                       | Munitionsniederlassung Weckinghausen                                                | | BAOR                                                            | 1992                        | | |
| Essen                         | Crookenden Barracks                                                                 | Flak-Kaserne Kupferdreh (Wehrmacht)                                                                | BAOR                                                            | 1958                        | Ruhrlandkaserne (Bundeswehr) bis 1994, Wohngebiet Dilldorfer Höhe                                                                                         | |
| Essen                         | Meeanee Barracks                                                                    | Flak-Kaserne (Wehrmacht)                                                                           | BAOR                                                            | 1960                        | Gustav-Heinemann-Kaserne (Bundeswehr) bis 2003 | |
| Geilenkirchen                 | RAF Geilenkirchen                                                                   | | RAFG                                                            | 1968                        | AWACS HQ (NATO) | 1953 als eines der 5 "clutch" airfields erbaut.                                                                          |
| Goch                          | RAF Goch                                                                            | | RAFG                                                            | 1960/1993                   | Mitnutzung durch Luftwaffe | Als Group HQ der RAF 1956 gebaut, jedoch nicht bezogen.                                                                  |
| Gütersloh                     | RAF Gütersloh                                                                       | Fliegerhorst Gütersloh (Luftwaffe)                                                                 | RAFG                                                            | 1993                        | Princess Royal Barracks (BAOR) | |
| Gütersloh                     | Princess Royal Barracks                                                             | RAF Gütersloh                                                                                      | BAOR                                                            | 2016                        | | |
| Gütersloh                     | RAF Sundern                                                                         | Luftnachrichten-Kaserne Sundern                                                                    | SOC Sundern (RAFG) 1953                                         | 1957                        | Mansergh Barracks | |
| Gütersloh                     | Mansergh Barracks                                                                   | RAF Sundern                                                                                        | Royal Artillery (BAOR) 1961                                     | 2019                        | | |
| Hamm                          | Cromwell Barracks                                                                   | Panzerjäger-Kaserne (Wehrmacht)                                                                    | BAOR                                                            | 1991                        | Abgerissen 2008, heute Wohngebiet | Zeitweise stationiert war 617th Tank Transporter Unit MSO RCT                                                            |
| Hamm                          | Newcastle Barracks                                                                  | Dannevoux- bzw. Artillerie-Kaserne (Wehrmacht)                                                     | BAOR                                                            | 1994                        | Zentrale Flüchtlingsunterkunft | Windsor Girls’ School |
| Hamm                          | Brixton Camp                                                                        | Argonner-Kaserne (Wehrmacht)                                                                       | BAOR                                                            | 1994                        | Abgerissen, Gewerbegebiet | Windsor Boys School |
| Hamm                          | Depot Mark                                                                          | Heeresverpflegungsamt Hamm (Wehrmacht)                                                             | BAOR                                                            | 1985                        | Abgerissen, Handel und Wohnbebauung | Lagerplatz für technisches Gerät und Fahrzeuge                                                                           |
| Hemer                         | Barrosa Barracks                                                                    | Fort MacLeod (CFE/FCE)1953-1970                                                                    | Raketenartillerie (BAOR)                                        | 1992                        | | MGM-52 Lance, US Custodial Team für Sprengkopfeinsatz                                                                    |
| Hemer                         | Peninsula Barracks                                                                  | Fort Prince of Wales (CFE/FCE)                                                                     | BAOR                                                            | 1992                        | | |
| Herford                       | Hammersmith Barracks                                                                | Estorff-Kaserne (Wehrmacht)                                                                        | Panzer (BAOR)                                                   | 2015                        | seit 2020 Studentenwohnheime für den Bildungscampus (s. u.) und Planung Wohngebiet                                                                        | von Februar bis September 2016 Flüchtlingsunterkunft                                                                     |
| Herford                       | Harewood Barracks                                                                   | Otto-Weddigen-Kaserne (Wehrmacht)                                                                  | BAOR                                                            | 2015                        | seit April 2016 Zentrale Unterbringungseinrichtung | von August 2015 bis Januar 2016 Notunterkunft für Flüchtlinge                                                            |
| Herford                       | Maresfield Barracks                                                                 | | BAOR                                                            | 1994                        | seit 1996 Sportpark Waldfrieden und Wohngebiet | Neubau 1952, wurde auch Waldfrieden-Kaserne genannt                                                                      |
| Herford                       | Wentworth Barracks                                                                  | Stobbe-Kaserne (Wehrmacht)                                                                         | HQ Division (BAOR)                                              | 2015                        | Bildungscampus Herford | 1. Juni 2015: Verlegung 1st Armoured Division (Vereinigtes Königreich) nach York                                         |
| Herford                       | Wentworth Barracks                                                                  | Stobbe-Kaserne (Wehrmacht)                                                                         | BFBS                                                            | 2009                        | | 1990 Verlegung aus Köln-Marienburg, 2009 Verlegung nach Bergen-Hohne                                                     |
| Hilden                        | St David’s Barracks                                                                 | Waldkaserne (Wehrmacht)                                                                            | BAOR                                                            | 1965                        | ab 1968 Bundeswehr | |
| Iserlohn                      | Aldershot Barracks                                                                  | Flak-Kaserne (Wehrmacht)                                                                           | HQ I (BR) Corps 1945-1953, BAOR                                 | 1968                        | | KG war zugleich Militärbefehlshaber für die Provinzen Nordrhein und Westfalen und die Länder Lippe und Schaumburg-Lippe. |
| Iserlohn                      | Argonne Barracks                                                                    | Argonner Kaserne (Wehrmacht)                                                                       | BAOR                                                            | 1994                        | | |
| Iserlohn                      | Corunna Barracks                                                                    | Seydlitz-Kaserne (Wehrmacht)                                                                       | BAOR                                                            | 1964                        | Fort Beauséjour (CFE/FCE) 1957-1970 | |
| Iserlohn                      | Epsom Barracks                                                                      | Seydlitz-Kaserne (Wehrmacht)                                                                       | BAOR                                                            | 1964                        | Fort Beauséjour (CFE/FCE) 1957-1970 | |
| Iserlohn                      | Mons Barracks                                                                       | Blücher-Kaserne, Winckelmann- oder Artillerie-Kaserne (Wehrmacht)                                  | BAOR                                                            | 1967                        | Fort Qu’Appelle (CFE/FCE) 1967-1970 | |
| Iserlohn                      | British Military Hospital                                                           | | BAOR                                                            | 1957                        | CFE/FCE | 1957-1970 Hospital der kanadischen NATO-Brigade; Seit 2017 Privatgymnasium Iserlohn                                      |
| Köln                          | RAF Butzweilerhof                                                                   | Flugplatz Butzweilerhof                                                                            | RAFG                                                            | 1967                        | FBA/BSD, später IKEA-Möbelmarkt | |
| Köln                          | RAF Wahn                                                                            | Fliegerhorst Wahn der Luftwaffe (Wehrmacht), JG 26 "Schlageter"                                    | RAFG                                                            | 1957                        | Flughafen Köln/Bonn | RAF-Haupteinsatzbasis |
| Köln                          | RAF Wahn                                                                            | Fliegerhorst Wahn                                                                                  | SOC Wahn (RAFG) 1953                                            | 1957                        | | |
| Köln                          | Marienburg                                                                          | | BFN, 1961 BFBS                                                  | 1990                        | | 1954 Verlegung aus Hamburg, 1990 Verlegung nach Herford.                                                                 |
| Körbecke (Möhnesee)           | St. Sebastian Barracks                                                              | Fort Henry (CFE/FCE) 1953-1970                                                                     | BAOR                                                            | 1993                        | | Kanadische Ortsbezeichnung: Stockum                                                                                      |
| Krefeld                       | Bradbury Barracks                                                                   | Neue Kaserne (Wehrmacht)                                                                           | BAOR Command HQ                                                 | 2002                        | | |
| Krefeld                       | Haynes Barracks                                                                     | Adolf-von-Nassau-Kaserne (Wehrmacht)                                                               | BAOR                                                            | 1989                        | | |
| Krefeld                       | Linn Barracks                                                                       | | BAOR                                                            | 1991                        | | |
| Krefeld                       | Liverpool Barracks                                                                  | | BAOR                                                            | 1991                        | | |
| Krefeld                       | Hafen Uerdingen                                                                     | | Rhine River Patrol (Royal Navy)                                 | 1958                        | | Rheinflottille |
| Laarbruch                     | RAF Laarbruch                                                                       | | Jagdbomber, Aufklärer (RAFG)                                    | 1999                        | Flughafen Niederrhein | 1954 als eines der 5 "clutch" airfields erbaut.                                                                          |
| Lemgo                         | Stornoway Barracks                                                                  | Spiegelberg- oder Bleidorn-Kaserne (Wehrmacht)                                                     | Infanterie (BAOR)                                               | 1993                        | | |
| Lippstadt                     | Churchill Barracks                                                                  | Flak-Kaserne (Wehrmacht)                                                                           | BAOR                                                            | 1992                        | 1996 Umwandlung in Wohnbebauung | |
| Lippstadt                     | Camp El Alamein                                                                     | Fliegerhorst Lipperbruch der Luftwaffe (Wehrmacht)                                                 | Artillerie (BAOR)                                               | 1956                        | Bundeszollschule (1956–57), anschl. Lipperland-Kaserne der Bundeswehr bis Ende 2006, ab 2014 Wohnbebauung, Gewerbepark                                    | |
| Lohne (Soest)                 | Salamanca Barracks                                                                  | Fort Chambly (CFE/FCE) 1953-1970                                                                   | HQ Brigade (BAOR)                                               | 1993                        | Flugplatz Soest-Bad Sassendorf | Luftlandeplatz Lohner-Klei (Salamanca Air Field)                                                                         |
| Löhne                         | Kerr Barracks                                                                       | Flak-Kaserne (Wehrmacht)                                                                           | BAOR                                                            | 1994                        | | |
| Lübbecke                      | Tunis Barracks                                                                      | Neue Kaserne (Wehrmacht)                                                                           | HQ BAOR 1945-1947, HQ Division (BAOR)                           | 1992                        | | HQ Militärregierung 1945, Teile HQ BAOR in Bad Oeynhausen                                                                |
| Lübbecke                      | Church oder Crossed Keys House                                                      | | BAOR                                                            | 2019                        | | |
| Lübbecke                      | Tax House                                                                           | Steueramt der Stadt Lübbecke                                                                       | BAOR                                                            | 1992                        | | |
| Menden                        | Northumberland Barracks                                                             | | Raketenartillerie (BAOR)                                        | 1993                        | | Lance, US Custodial Team                                                                                                 |
| Minden                        | Clifton Barracks                                                                    | Mudra-Kaserne (Wehrmacht)                                                                          | BAOR                                                            | 1992                        | | |
| Minden                        | Elizabeth Barracks                                                                  | Gneisenau-Kaserne (Wehrmacht)                                                                      | Infanterie (BAOR)                                               | 1993                        | | |
| Minden                        | Halberd House                                                                       | | BAOR                                                            | 1994                        | | |
| Minden                        | Kingsley Barracks                                                                   | | HQ Brigade (BAOR)                                               | 1994                        | | |
| Minden                        | Rhodesia Barracks                                                                   | Marienwall-Kaserne                                                                                 | BAOR                                                            | 1993                        | | |
| Minden                        | Springbok Barracks                                                                  | | BAOR                                                            | 1992                        | | |
| Minden                        | St George’s Barracks                                                                | Exerzierplatz Minder Heide (Wehrmacht)                                                             | BAOR                                                            | 1993                        | | |
| Minden                        | Westminster Barracks                                                                | Simeons-Kaserne (Wehrmacht)                                                                        | BAOR                                                            | 1993                        | | |
| Mülheim an der Ruhr           | Wrexham Barracks                                                                    | | Transportverband (BAOR)                                         | 1994                        | | |
| Münster                       | Buller Barracks                                                                     | Kasernengelände Loddenheide (Wehrmacht)                                                            | HQ Brigade (BAOR)                                               | 1994                        | Gewerbepark Loddenheide | |
| Münster                       | Nelson Barracks                                                                     | Divisions-Nachrichten-Kaserne                                                                      | Fernmelder (BAOR)                                               | 1995                        | Prins Claus Kazerne (1. GE/NL Corps) und Solarsiedlung Gasselstiege (Wohnen)                                                                              | |
| Münster                       | Lincoln Barracks                                                                    | Dreizehner-Kaserne (Wehrmacht)                                                                     | Einsatzunterstützung (RAFG)                                     | 1994                        | Lincoln-Quartier (Wohnen) | |
| Münster                       | Portsmouth Barracks                                                                 | Flak-Kaserne (Wehrmacht)                                                                           | Artillerie, Pioniere (BAOR)                                     | 1993                        | Wohnquartier Meerwiese | |
| Münster                       | Simpson Barracks                                                                    | Luftwaffe (Wehrmacht), JG 27                                                                       | BAOR                                                            | 1993                        | | Münster-Handorf |
| Münster                       | Swinton Barracks                                                                    | Kasernengelände Loddenheide der Luftwaffe (Wehrmacht), AG 12                                       | Panzer (BAOR)                                                   | 1994                        | Gewerbepark Loddenheide | |
| Münster                       | Waterloo Barracks                                                                   | Kasernengelände Loddenheide                                                                        | BAOR                                                            | 1994                        | Gewerbepark Loddenheide | |
| Münster                       | Winterbourne Barracks                                                               | Heeresverpflegungshauptamt                                                                         | BAOR                                                            | 1995                        | Gewerbegebiet Speicherstadt | |
| Münster                       | York Barracks                                                                       | Luftnachrichten-Kaserne (Luftwaffe)                                                                | HQ Brigade (BAOR)                                               | 2012                        | Erstaufnahmeeinrichtung Asylbewerber 2016, ab 2018 Wohnbebauung geplant                                                                                   | |
| Münster                       | Oxford Barracks                                                                     | Hermann-Göring-Kaserne (Luftwaffe)                                                                 | Infanterie (BAOR)                                               | 2013                        | | |
| Münster                       | British Military Hospital                                                           | Standortlazarett                                                                                   | BAOR                                                            | 1992                        | Universitäts-Hautklinik | Ostflügel und Nebengebäude                                                                                               |
| Nieheim                       | Forward Storage Site                                                                | | BAOR                                                            | 1993                        | | Munitionsdepot Poembsen                                                                                                  |
| Nörvenich                     | RAF Nörvenich                                                                       | | RAFG ab 1954                                                    | 1955                        | Fliegerhorst Nörvenich, JaboG 31 | 1953 als eines der 5 "clutch" airfields erbaut, 1955 an die Luftwaffe der Bundeswehr übergeben.                          |
| Paderborn                     | Horrocks Barracks                                                                   | Schloss in Neuhaus                                                                                 | BAOR                                                            | 1992                        | | |
| Paderborn                     | Alanbrooke Barracks                                                                 | Infanterie-Kaserne (Wehrmacht)                                                                     | HQ Brigade (BAOR)                                               | 2016                        | ab September 2019 Umbau in gemischtes Wohn-/Bürogebiet mit Kulturzentrum                                                                                  | |
| Paderborn                     | Barker Barracks                                                                     | Panzer-Kaserne (Wehrmacht)                                                                         | Panzer (BAOR)                                                   | 2019                        | | US Custodial Team |
| Paderborn-Sennelager          | Antwerp Barracks (wie auch Polish and Theatre Barracks, innerhalb Normandy Kaserne) | | BAOR                                                            |                             | | Truppenübungsplatz |
| Paderborn-Sennelager          | Athlone Barracks                                                                    | | BAOR                                                            | noch bestehend              | | |
| Paderborn-Sennelager          | Crocker Barracks                                                                    | | BAOR                                                            | 2002                        | | |
| Paderborn-Sennelager          | Dempsey Barracks                                                                    | Kürassier-Kaserne (Wehrmacht)                                                                      | Raketenartillerie (BAOR)                                        | 2019                        | | Lance, US Custodial Team                                                                                                 |
| Paderborn-Sennelager          | Normandy Barracks                                                                   | Südlager (Wehrmacht)                                                                               | Infanterie Truppenschule und Unterkunft für Üeb. Truppen (BAOR) | noch bestehend              | | |
| Paderborn-Sennelager          | Talbot Barracks                                                                     | Wehrmacht                                                                                          | BAOR                                                            | innerhalb Normandy Barracks | | |
| Ratingen                      | Roy Barracks                                                                        | | BAOR                                                            | 1995                        | | |
| Recklinghausen                | Preston Barracks                                                                    | | Fahrzeugpark (BAOR)                                             | 1991                        | Wohnquartier | |
| Rheindahlen (Mönchengladbach) | Ayrshire Barracks North                                                             | Flugfeld der NSFK                                                                                  | BAOR                                                            | noch bestehend              | Nordpark | |
| Rheindahlen (Mönchengladbach) | Fife Barracks                                                                       | | BAOR                                                            | 1996                        | | |
| Rheindahlen (Mönchengladbach) | Hampshire Barracks                                                                  | | BAOR                                                            | 2002                        | | |
| Rheindahlen (Mönchengladbach) | Nicholson Barracks                                                                  | | BAOR                                                            | 2002                        | | |
| Rheindahlen (Mönchengladbach) | Rotunda Barracks                                                                    | | BAOR                                                            | 1992                        | | |
| Rheindahlen (Mönchengladbach) | Scotton Barracks                                                                    | | BAOR                                                            | 1992                        | | |
| Rheindahlen (Mönchengladbach) | JHQ Rheindahlen                                                                     | | HQ BAOR, HQ RAFG                                                | 2013                        | | HQ NORTHAG, HQ 2 ATAF (NATO)                                                                                             |
| Rheindahlen (Mönchengladbach) | British Military Hospital Hostert                                                   | | BAOR                                                            | 2013                        | | |
| Rheindahlen (Mönchengladbach) | RAF Wegberg (Hospital)                                                              | | RAFG                                                            | 1996                        | | |
| Schwalmtal                    | NAAFI-Depot Waldniel                                                                | | NAAFI                                                           | 1996                        | | |
| Tönisvorst                    | Francisca Barracks                                                                  | | Fernmelder (BAOR)                                               | 2002                        | | |
| Tönisvorst                    | Azimghur Barracks                                                                   | Neue Kaserne (Wehrmacht)                                                                           | BAOR                                                            | 1996                        | | |
| Uedem                         | SOC                                                                                 | | RAFG                                                            | 1960                        | FmRgt 33 (Luftwaffe) | call sign CRABTREE und HOLLYWOOD                                                                                         |
| Viersen                       | Hilsea Barracks                                                                     | | BAOR                                                            | 1995                        | | |
| Viersen                       | St Barbara Barracks                                                                 | | BAOR                                                            | 1992                        | | |
| Wassenberg (Birgelen)         | Mercury Barracks                                                                    | | BAOR, RAFG                                                      | 1995                        | | |
| Wegberg                       | Camp Pinefield                                                                      | | RAFG                                                            | 1996                        | | |
| Werl                          | Albuhera Barracks                                                                   | Fort Anne und Fort St-Louis (CFE/FCE) 1953-1970                                                    | Infanterie (BAOR)                                               | 1994                        | | 1953 im Werler Stadtwald erbaut                                                                                          |
| Werl                          | Vittoria Barracks                                                                   | Fort Victoria (CFE/FCE) 1953-1970                                                                  | BAOR                                                            | 1994                        | | 1953 im Werler Stadtwald erbaut                                                                                          |
| Wetter (Ruhr)                 | REME Panzerwerkstatt                                                                | | BAOR                                                            | 1994                        | | |
| Wildenrath                    | RAF Wildenrath                                                                      | | Jagdflieger (RAFG)                                              | 1992                        | Teststandort der Firma Siemens | 1955 als eines der 5 „clutch airfields“ erbaut. US Custodial Team.                                                       |
| Willich                       | Kitchener Barracks                                                                  | | BAOR                                                            | 1992                        | | |
| Willich                       | Pionierpark                                                                         | Stahlwerke Becker                                                                                  | BAOR                                                            | 1992                        | | |
| Wuppertal                     | Bangor Barracks                                                                     | Saarburg-Kaserne (Wehrmacht)                                                                       | BAOR                                                            | 1964                        | Bundeswehr | |
| Wuppertal                     | Harding Barracks                                                                    | Colmar-Kaserne (Wehrmacht)                                                                         | BAOR                                                            | 1966                        | | |
| Wuppertal                     | Keighley Barracks                                                                   | | BAOR                                                            | 1964                        | Generalobert-Hoepner-Kaserne (Bundeswehr) bis 1994, Campus Freudenberg der Universität Wuppertal                                                          | |
| Wuppertal                     | Anglesey Barracks                                                                   | Sagan-Kaserne                                                                                      | BAOR                                                            | 1956                        | Bundeswehr, später Technologiepark | Elberfeld |
| Wuppertal                     | Manchester Barracks                                                                 | Sagan-Kaserne                                                                                      | BAOR                                                            | 1956                        | Bundeswehr, später Technologiepark | Elberfeld |
| Wuppertal                     | British Military Hospital                                                           | | BAOR                                                            | 1956                        | | |

## Sachsen-Anhalt
| Standort | Liegenschaft         | Vornutzer | Truppenteile | Jahr der Auflösung | Nachnutzung | Bemerkungen           |
| -------- | -------------------- | --------- | ------------ | ------------------ | ----------- | --------------------- |
| Burg     | Autobahn aid station |           | BAOR         | 1991               |             | Gemeinsam mit USAREUR |

## Schleswig-Holstein
| Standort      | Liegenschaft              | Vornutzer                                                            | Truppenteile                       | Jahr der Auflösung | Nachnutzung                                                                      | Bemerkungen                                                                                        |
| ------------- | ------------------------- | -------------------------------------------------------------------- | ---------------------------------- | ------------------ | -------------------------------------------------------------------------------- | -------------------------------------------------------------------------------------------------- |
| Brekendorf    | CRP                       |                                                                      | RAFG                               | 1960               | FmRgt 34 (Luftwaffe)                                                             | call sign BUGLE                                                                                    |
| Eckernförde   | Arundel Barracks          | Torpedoversuchsanstalt (Kriegsmarine)                                | Royal Navy                         | 1947               |                                                                                  | Aquatic Warfare Training Unit                                                                      |
| Eutin         | Bodmin Barracks           | Rettberg-Kaserne (Wehrmacht)                                         | BAOR                               | 1947               | ab 1958 PzAufklBtl 6 (bis 2018), AufklBtl 6 "Holstein" (Heer)                    | heute: Oberst-Hermann-Kaserne                                                                      |
| Flensburg     | Quantock Barracks         | Nachrichtenschule (Wehrmacht)                                        | BAOR                               | 1948               |                                                                                  | |
| Flensburg     | Hereford Barracks         | Panzer- oder Grenzland-Kaserne (Wehrmacht)                           | BAOR                               | 1948               | Hegra Leir 1948-1953, danach Grenzland-Kaserne (Bundeswehr) bis 1993, Wohngebiet | Garnison der norwegischen Tysklandbrigade 1948-1953                                                |
| Flensburg     | Inverness Barracks        | Marine-Torpedoschule                                                 | BAOR                               | 1948               |                                                                                  | |
| Glinde        | Bury Barracks             | Zeugamt (Wehrmacht)                                                  | BAOR                               | 1953               |                                                                                  | |
| Glückstadt    | Peterborough Barracks     | Marine-Kaserne                                                       | BAOR                               | 1947               |                                                                                  | |
| Husum         | Leicester Barracks        | Marine-Kaserne                                                       | BAOR                               | 1947               | Norwegen 1948-1953                                                               | Garnison der norwegischen Tysklandbrigade                                                          |
| Husum         | RAF Husum                 | Fliegerhorst Husum                                                   | RAFG                               | 1948               | Norwegen 1948-1953                                                               | Garnison der norwegischen Tysklandbrigade                                                          |
| Itzehoe       | Borgard Barracks          | Hanseaten-Kaserne (Wehrmacht)                                        | BAOR                               | 1949               | Dänemark 1949-1958                                                               | Garnison der dänischen Tysklandbrigade                                                             |
| Itzehoe       | Conway Barracks           | Waldersee-Kaserne (Wehrmacht)                                        | BAOR                               | 1949               |                                                                                  | |
| Itzehoe       | Richmond Barracks         | Gallwitz-Kaserne (Wehrmacht)                                         | BAOR                               | 1949               |                                                                                  | |
| Kiel          | Belvedere Barracks        | Marine-Kraftfahr-Kaserne                                             | BAOR                               | 1947               |                                                                                  | |
| Kiel          | Brompton Barracks         | Kommandantenhaus (Kriegsmarine)                                      | BAOR                               | 1947               |                                                                                  | |
| Kiel          | Cambridge Barracks        | Admiral-Speer-Straße                                                 | BAOR                               | 1947               |                                                                                  | |
| Kiel          | Dorset Barracks           | Marineschule Wik                                                     | BAOR                               | 1947               |                                                                                  | |
| Kiel          | Northolt Barracks         | Wik-Kaserne                                                          | RAFG                               | 1947               |                                                                                  | |
| Kiel          | Kent Barracks             | Marine-Artillerie-Kaserne                                            | BAOR                               | 1947               |                                                                                  | |
| Kiel          | Ely Barracks              | Marine-Sanitätsamt                                                   | BAOR                               | 1947               |                                                                                  | |
| Kiel          | Rutland Barracks          | ERK-Gebäude                                                          | BAOR                               | 1947               |                                                                                  | |
| Kiel          | Somerset House            | Luftgaukommando                                                      | BAOR                               | 1947               |                                                                                  | |
| Kiel-Holtenau | Hendon Barracks           | Seefliegerhorst Holtenau, Luftwaffe (Wehrmacht), Trägergruppe TG 186 | RAFG                               | 1947               |                                                                                  | |
| Lauenburg     | Eastnor Barracks          | Stadt-Kaserne (Wehrmacht)                                            | BAOR                               | 1947               |                                                                                  | |
| Lübeck        | Bedford Barracks          | Fackenburger Kaserne (Wehrmacht)                                     | BAOR                               | 1949               |                                                                                  | |
| Lübeck        | Cowley Barracks           | Cambrai-Kaserne (Wehrmacht)                                          | BAOR                               | 1949               |                                                                                  | |
| Lübeck        | Furness Barracks          | Pionier-Kaserne (Wehrmacht)                                          | BAOR                               | 1949               |                                                                                  | |
| Lübeck        | Knightsbridge Barracks    | Waldersee-Kaserne (Wehrmacht)                                        | BAOR                               | 1949               |                                                                                  | |
| Lübeck        | Norfolk Barracks          | Artillerie-Kaserne (Wehrmacht)                                       | BAOR                               | 1949               |                                                                                  | |
| Lübeck        | Rugby Barracks            | Meesen-Kaserne (Wehrmacht)                                           | BAOR                               | 1949               |                                                                                  | |
| Lübeck        | RAF Lübeck                | Fliegerhorst Blankensee der Luftwaffe (Wehrmacht), KG 26             | BAOR                               | 1950               | Flughafen Lübeck-Blankensee                                                      | Flugplatz der Berliner Luftbrücke 1948/1949.                                                       |
| Neumünster    | Brecon Barracks           | Polizei-Kaserne                                                      | BAOR                               | 1958               |                                                                                  | |
| Neumünster    | Chatham Barracks          | Fliegerhorst-Kaserne (Luftwaffe)                                     | BAOR                               | 1958               | Bundeswehr                                                                       | |
| Neumünster    | McLeod Barracks           | Ruhleben-Hindenburg-Kaserne (Wehrmacht)                              | BAOR                               | 1963               |                                                                                  | |
| Neumünster    | Redhill Barracks          | Sick-Kaserne (Wehrmacht)                                             | BAOR                               | 1959               |                                                                                  | |
| Neumünster    | St George’s Barracks      | Scholtz-Kaserne (Wehrmacht)                                          | BAOR                               | 1959               |                                                                                  | |
| Pinneberg     | Allenby Barracks          | Nachrichten-Kaserne (Wehrmacht)                                      | BAOR                               | 1947               |                                                                                  | |
| Plön          | Connaught Barracks        | Kriegsmarine                                                         | HQ VIII (BR) Corps 1945-1947, BAOR | 1959               |                                                                                  | KG war zugleich Militärbefehlshaber für die Provinz Schleswig-Holstein und die Hansestadt Hamburg. |
| Plön          | King Alfred School        |                                                                      | BAOR                               | 1959               | Marine-Unteroffizierschule Plön                                                  | |
| Ratzeburg     | Sandwich Barracks         | SS-Kaserne                                                           | BAOR                               | 1947               |                                                                                  | |
| Rendsburg     | Albuhera Barracks         | Eider-Kaserne (Wehrmacht)                                            | BAOR                               | 1947               | Norwegen 1948-1949                                                               | Garnison der norwegischen Tysklandbrigade.                                                         |
| Rendsburg     | Kingsway Barracks         | Flak- oder Wrangel-Kaserne (Wehrmacht)                               | BAOR                               | 1954               | Rüdel-Kaserne, Feldwebel-Schmid-Kaserne (Bundeswehr) bis 2000, Solarpark         | |
| Rendsburg     | Stanmore Barracks         | Blottnitz-Kaserne (Wehrmacht)                                        | RAFG                               | 1948               |                                                                                  | |
| Schleswig     | Marine Barracks           | Luft Marine Kaserne                                                  | BAOR                               | 1948               |                                                                                  | |
| Schleswig     | Caterham Barracks         | Seefliegerhorst Schleswigsee                                         | BAOR                               | 1948               | Kaserne Auf der Freiheit (Bundeswehr) bis 2004, Wohngebiet                       | Garnison der norwegischen Tysklandbrigade 1948-1953                                                |
| Schleswig     | Kitchener Barracks        | Seefliegerhorst Schleswigsee                                         | BAOR                               | 1948               |                                                                                  | |
| Schleswig     | RAF Schleswigland         | Fliegerhorst Schleswig                                               | RAFG                               | 1958               | 1958 Marinefliegerhorst Jagel                                                    | Flugplatz der Berliner Luftbrücke 1948/1949                                                        |
| Sylt          | RAF Sylt                  |                                                                      | RAFG                               | 1961               | Marine-Versorgungsschule                                                         | Basis für Waffentrainingskurse.                                                                    |
| Sylt          | RAF Westerland (Hospital) |                                                                      | RAFG                               | 1949               |                                                                                  | |
| Uetersen      | RAF Uetersen              | Fliegerhorst Uetersen                                                | RAFG                               | 1955               | Luftwaffe                                                                        | |

## Abkürzungen
| Abkürzung  | Text                                    |
| ---------- | --------------------------------------- |
| AFNORTH    | Allied Forces Northern Europe           |
| ATAF       | Allied Tactical Air Force               |
| AWACS      | Airborne Warning and Control System     |
| BAFO       | British Air Force of Occupation         |
| BAOR       | British Army of the Rhine               |
| BFBS       | British Forces Broadcasting Service     |
| BFG        | British Forces in Germany               |
| BEA        | British European Airways                |
| BFN        | British Forces Network                  |
| BSD        | Belgische Strijdkrachten in Duitsland   |
| CFE        | Canadian Forces Europe                  |
| CMBG       | Canadian Mechanized Brigade Group       |
| CRC        | Control and Reporting Center            |
| CRP        | Control and Reporting Post              |
| FBA        | Forces Belges en Allemagne              |
| FCE        | Forces Canadiennes en Europe            |
| FmEloAufkl | Fernmelde- und elektronische Aufklärung |
| GCHQ       | General Communications Headquarters     |
| HQ         | Headquarters                            |
| JaboG      | Jagdbombergeschwader                    |
| KG         | Kommandierender General                 |
| LANDJUT    | Allied Land Forces Jutland              |
| LeKG       | Leichtes Kampfgeschwader                |
| LTG        | Lufttransportgeschwader                 |
| MFG        | Marinefliegergeschwader                 |
| NAAFI      | Navy Army and Air Force Institute       |
| NATO       | North Atlantic Treaty Organisation      |
| NORTHAG    | Northern Army Group                     |
| OSLw       | Offizierschule der Luftwaffe            |
| RAF        | Royal Air Force                         |
| RAFG       | Royal Air Force Germany                 |
| SOC        | Sector Operations Center                |
| TAF        | Tactical Air Force                      |
| TSLw       | Technische Schule der Luftwaffe         |
| USAFE      | United States Air Force in Europe       |
| USAREUR    | United States Army in Europe            |